# 諫早市立有喜小学校
諫早市立有喜小学校（いさはやしりつ うきしょうがっこう）は、長崎県諫早市有喜町にある公立小学校。

## 概要
歴史
1872年（明治5年）に有喜村に開校した「有喜小学校」を前身とする。2017年（平成29年）に創立145周年を迎える。
学校教育目標
「自ら考え、創造し、心身共に健康な子どもの育成」
校章
1956年（昭和31年）に制定。校名の「ウ」を上に、「キ」を下に置き、丸みを帯びさせて「小」の文字を囲んでいる。
校歌
1958年（昭和33年）に制定。作詞は宮崎耿平、作曲は寺崎良平による。歌詞は2番まであり、両番に校名の「有喜」が登場する。
校区
住所表記で「諫早市」の後に「松里町、有喜町、早見町、天神町、中通町、鶴田町」が続く地域。中学校区は諫早市立有喜中学校。

## 沿革
- 1872年（明治5年）11月 - 有喜村船津名田中山に「有喜小学校」が創立。
- 1874年（明治7年）2月2日 - 正式に長崎県によって「第五大学区長崎県管下第一中学区の小学校」として認可される[2]。
- 1882年（明治15年）5月 - 船津名高見に移転。
- 1886年（明治19年）9月1日 - 小学校令の施行により、「尋常有喜小学校」に改称。
- 1889年（明治22年）4月1日 - 町村制の施行により有喜村立の小学校となる。
- 1892年（明治25年）2月 - 「有喜尋常小学校」に改称（「尋常」の位置が変更になる）。
- 1902年（明治35年）5月 - 高等科を併設の上「有喜尋常高等小学校」に改称（尋常科4年・高等科4年）。
- 1908年（明治41年）4月1日 - 小学校令の改正により、義務教育年限（尋常科の修業年限）が4年から6年に延長される（尋常科6年・高等科2年）。
  - 旧高等科1年を尋常科5年、旧高等科2年を尋常科6年、旧高等科3年を高等科1年、旧高等科4年を高等科2年に振り替える。
- 1940年（昭和15年）9月1日 - 諫早市の発足[3]に伴い、諫早市立の小学校となる。
- 1941年（昭和16年）4月1日 - 国民学校令の施行により、「諫早市有喜国民学校」に改称。尋常科を初等科に改める（初等科6年・高等科2年）。
- 1947年（昭和22年）4月1日 - 学制改革（六・三制の実施）が行われる。
  - 国民学校の初等科が改組され、「諫早市立有喜小学校」（現校名）となる。
  - 国民学校の高等科が改組され、新制中学校「諫早市立有喜中学校」が発足。
- 1956年（昭和31年）11月 - 校旗を制定。
- 1958年（昭和33年）5月 - 校歌を制定。
- 1959年（昭和34年）10月 - 木造新校舎が完成。
- 1974年（昭和49年）3月 - 体育館が完成。
- 1975年（昭和50年）7月 - プールが完成。
- 1980年（昭和55年）3月 - 鉄筋コンクリート造新校舎が完成。
- 1987年（昭和62年）1月 - カイヅカイブキを学校の木に指定。
- 1989年（平成元年）5月 - 焼窯室が完成。
- 1990年（平成2年）10月 - 諫早市市制50周年を記念してタイムカプセルが埋設される。
- 1993年（平成5年）4月 - ブラスバンドを結成。
- 2000年（平成12年）12月 - コンピュータを設置。
- 2007年（平成19年）9月 - 給食が諫早市西部学校給食センターから配送される方式に変更される。
- 2012年（平成24年）10月 - 体育館の耐震工事を完了。

## アクセス
最寄りのバス停
- 長崎県営バス「山本橋」バス停

最寄りの幹線道路
- 国道251号
- 長崎県道55号有喜本諫早停車場線
- 長崎県道124号大里森山肥前長田停車場線

## 周辺
- 諫早市役所有喜出張所
- 諫早市立有喜中学校
- 有喜保育園
- 有喜郵便局
- 権現神社
- 西仙寺

## 関連事項
- 長崎県小学校一覧